# NKAG V 16
Die Lokomotive NKAG Diesellok I wurde von der Nassauischen Kleinbahn 1951 bei der Lokomotivfabrik Jung gekauft, um auf dem dreischienig ausgeführten (1000 mm/750 mm Spurweite) Restbetrieb Braubach den Güterverkehr zur Blei- und Silberhütte zu übernehmen.
Dafür war sie mit einer sogenannten Triangelkupplung ausgestattet, um im Inselbetrieb von Braubach Wagen der Kleinbahn mit 750 mm Kupplungshöhe und Wagen der ansässigen Blei und Silberhütte mit 500 mm Kupplungshöhe befördern zu können. Dieses Kupplungssystem bestand aus senkrecht angeordneten Doppelpuffern und speziellen Kupplungen für die Fahrzeuge.
Nach Umstellung des Braubacher Restbetrieb auf 750 mm Spurweite im Jahr 1959 wurde die Lokomotive im Dezember 1959 über einen Zwischenhändler an die Plettenberger Kleinbahn verkauft.
In der Sekundärliteratur findet sich regelmäßig die Bezeichnung Lok „16“. Diese lässt sich nicht belegen. Bis Mitte der 1950er Jahre war keine Betriebsnummer angeschrieben. Erst nach Bemängelung durch den Landesbevollmächtigten für Bahnaufsicht wurde die Nummer I (römisch 1 für "Diesellok I") angeschrieben (Bereisungsberichte LfB im Landeshauptarchiv Koblenz). Im Zusammenhang mit der im Oktober 1957 erworbenen Dampflok 16 (vormals Kleinbahn Selters Hachenburg) hätte es über zwei Jahre eine Doppelbelegung der 16 gegeben. Dies scheint wenig wahrscheinlich.

## P.K.B. V11
Die Plettenberger Kleinbahn (P.K.B.) kaufte die Lokomotive als ihre letzte schmalspurige Lokomotive. Nach der Gesamtbetriebseinstellung am 17. Juli 1962 wurde vom Bahnhof Plettenberg aus ein etwa 1000 Meter langes Streckenstück zum Umschlagzentrum Plettenberg Mitte bis 1972 von der Lok weiter bedient. Das Kupplungssystem der Lokomotive wurde auf mittlere Kupplungspuffer mit Schlitz für die Beförderung von Rollwagen umgeändert. Später erhielt sie eine Pufferbohle mit einer unsymmetrischen Zug- und Stoßeinrichtung, um Normalspurgüterwagen auf dem Dreischienengleis zu befördern.
Danach wurde die Lokomotive nach Togo verkauft, wo sie Anfang der 1980er Jahre noch vorhanden war.

## Technik
Die von der Lokomotivfabrik Jung gebaute zweiachsige Diesellokomotive der Spurweite 1000 mm mit Stangenantrieb entsprach der Typenreihe Jung L 140 B. Von ihr wurde nur ein Exemplar gefertigt. Die Bezeichnung bedeutet L= Schmalspurlokomotive, mit 140 wurde 1951 die Motorleistung in PS und mit B die Achsfolge angegeben. Die Lokomotive entstand im Zusammenhang mit der Entwicklung einiger größerer Schmalspurlokomotiven verschiedener Spurweiten wie der meterspurigen Rendsburger Kreisbahn RK 12.
Hinter dem Vorbau der Lokomotive mit Innenrahmen folgte das Führerhaus mit zwei Stirnfenstern. Die Maschinenanlage bestand aus einem Viertakt-Dieselmotor von MAN und einem dieselhydraulischen Antrieb. Das Getriebe trieb die unter dem Führerstand liegende Blindwelle an, die die Kraft über Stangen an die Achsen weitergab.